# Phrudocentra hollandaria
Phrudocentra hollandaria là một loài bướm đêm trong họ Geometridae.